# Inmortalidad

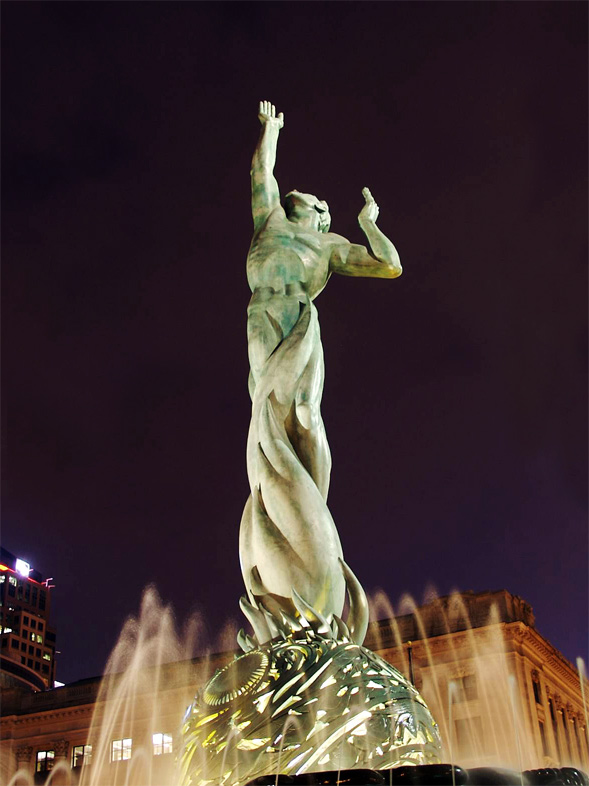
La Fuente de la Vida Eterna en Cleveland, Ohio, se describe como un símbolo de "El hombre elevándose por encima de la muerte, alcanzando a Dios y hacia la Paz"

La inmortalidad o vida eterna, en los ámbitos religioso y filosófico, es el concepto que supone la existencia indefinida o infinita que consigue superar a la muerte. A lo largo de la historia y en diferentes culturas y religiones aún en la actualidad, los seres humanos han mostrado la esperanza de vivir para siempre o existir más allá de la muerte.
La idea de inmortalidad es considerada entre algunos filósofos como la respuesta a la angustia y al miedo que produce en el ser humano la conciencia de su mortalidad y contingencia. Ese ansia crearía y desarrollaría el concepto de inmortalidad; y constituiría además el núcleo de la antropología de la religión.

## Definiciones

### Científico
Las tecnologías de prolongación de la vida afirman estar desarrollando un camino hacia el rejuvenecimiento completo. La criónica mantiene la esperanza de que los muertos puedan ser revividos en el futuro, tras suficientes avances médicos. Aunque, como demuestran criaturas como hydra y los gusanos Planarian, es posible que una criatura sea inmortalidad biológica, se trata de animales fisiológicamente muy diferentes de los humanos, y no se sabe si algo comparable será posible alguna vez para los humanos.

### Religioso
La inmortalidad en la religión suele referirse a la creencia en la inmortalidad física o en una vida después de la muerte más espiritual. En tradiciones como las antiguas creencias egipcias, mesopotámicas y griegas, se consideraba que los dioses inmortales tenían cuerpos físicos. En la religión mesopotámica y griega, los dioses también hicieron físicamente inmortales a ciertos hombres y mujeres, mientras que en el cristianismo, muchos creen que todos los verdaderos creyentes serán resucitados a la inmortalidad física. Creencias similares de que la inmortalidad física es posible son sostenidas por el Rastafaris o Rebirthing-Breathwork.

## Inmortalidad física
La inmortalidad física es un estado de vida que permite a una persona evitar la muerte y mantener el pensamiento consciente. Puede significar la existencia interminable de una persona a partir de una fuente física distinta de la vida orgánica, como un ordenador.
La búsqueda de la inmortalidad física antes del advenimiento de la ciencia moderna incluía a alquimistas que buscaban crear la piedra filosofal, y leyendas de diversas culturas como la Fuente de la Juventud o los Melocotones de la Inmortalidad que inspiran los intentos de descubrir elixires de la vida.
La piedra filosofal es una legendaria sustancia alquímica que contendría los secretos para el rejuvenecimiento, el elixir de la vida y, finalmente, la inmortalidad. Dice la leyenda que esta increíble sustancia podría transformar metales en oro o plata.
Las tendencias científicas modernas, como la criónica, la inmortalidad digital, los avances en rejuvenecimiento, o las predicciones de una inminente singularidad tecnológica, para lograr una auténtica inmortalidad física humana, aún deben superar todas las causas de la muerte para tener éxito:

### Causas de la muerte
Hay tres causas principales de la muerte:  envejecimiento, enfermedad, y lesión Dichas cuestiones pueden resolverse con las soluciones aportadas en la investigación a cualquier fin aportando dichas teorías alternativas en la actualidad que requieren unificación.

#### Edad
Aubrey de Grey, ponte investigador en la materia, define  envejecimiento como "un conjunto de cambios acumulativos en la estructura  molecular y celular de un  organismo adulto, que dan lugar a procesos metabólicos esenciales, pero que también, una vez que progresan lo suficiente, alteran cada vez más el metabolismo, dando lugar a patología y muerte." Las causas actuales del envejecimiento en humanos son la pérdida celular (sin reemplazo), daño en el ADN, oncogénica nuclear mutaciónes y  epimutaciones, senescencia celular, mutaciones mitocondriales, agregados lisosomales, agregados extracelulares, reticulación extracelular aleatoria, declive del sistema inmunitario y cambios endocrinos. Eliminar el envejecimiento requeriría encontrar una solución para cada una de estas causas, un programa que de Grey denomina Estrategias para la senescencia insignificante por ingeniería. También existe un enorme conjunto de conocimientos que indican que el cambio se caracteriza por la pérdida de fidelidad molecular.

#### Enfermedad
La enfermedad es teóricamente superable por la tecnología. En pocas palabras, es una condición anormal que afecta al cuerpo de un organismo, algo con lo que el cuerpo no debería tener que lidiar típicamente con su constitución natural. La comprensión humana de la genética está conduciendo a curas y tratamientos para una miríada de enfermedades previamente incurables. Cada vez se conocen mejor los mecanismos por los que otras enfermedades causan daños. Se están desarrollando métodos sofisticados de detección precoz de enfermedades. [Cada vez se conoce mejor la medicina preventiva. Enfermedades neurodegenerativas como la Parkinson y la Alzheimer podrían curarse pronto con el uso de células madre. Los avances en biología celular y telómeros conducen a tratamientos contra el cáncer. Se investigan vacunas contra el SIDA y la tuberculosis. Se han descubierto genes asociados a la diabetes tipo 1 y a ciertos tipos de cáncer, lo que permite desarrollar nuevas terapias. Dispositivos artificiales conectados directamente al sistema nervioso pueden devolver la vista a los ciegos. Se están desarrollando fármacos para tratar una miríada de otras enfermedades y dolencias.

#### Trauma
Los traumas físicos seguirían siendo una amenaza para la vida física perpetua, ya que una persona inmortal seguiría estando sujeta a accidentes o catástrofes imprevistas. La rapidez y calidad de paramédico respuesta sigue siendo un factor determinante para sobrevivir a un traumatismo grave. Un cuerpo que pudiera repararse automáticamente de un traumatismo grave, como los usos especulados de la nanotecnología, mitigaría este factor. No se puede arriesgar el cerebro a sufrir un traumatismo si se quiere mantener una vida física continua. Esta aversión al riesgo de traumatismo para el cerebro provocaría naturalmente cambios de comportamiento significativos que harían indeseable la inmortalidad física para algunas personas.

#### Cambio ambiental
Los organismos que, por lo demás, no se vieran afectados por estas causas de muerte, seguirían enfrentándose al problema de obtener sustento (ya sea a partir de los procesos agrícolas disponibles en la actualidad o de hipotéticos procesos tecnológicos futuros) ante la disponibilidad cambiante de recursos adecuados a medida que cambiasen las condiciones ambientales. Tras evitar el envejecimiento, las enfermedades y los traumatismos, la muerte por limitación de recursos sigue siendo posible, como la hipoxia o la inanición.
Si no hay limitación en el grado de mitigación gradual del riesgo, entonces es posible que la probabilidad acumulada de muerte en un horizonte infinito sea menor que la certeza, incluso cuando el riesgo de trauma mortal en cualquier periodo finito sea mayor que cero. Matemáticamente, se trata de un aspecto de la consecución de 'velocidad de escape actuarial'.

### Inmortalidad biológica

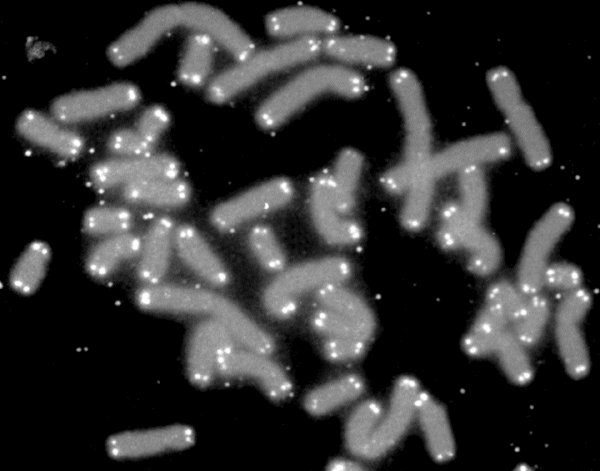
Cromosomas humanos (grises) cubiertos por telómeros (blancos)

La inmortalidad biológica es la ausencia de envejecimiento. Concretamente, es la ausencia de un aumento sostenido de la tasa de mortalidad en función de la edad cronológica. Una célula u organismo que no experimenta envejecimiento, o deja de envejecer en algún momento, es biológicamente inmortal.
Los  biólogos han elegido la palabra "inmortal" para designar a las células que no están limitadas por el límite de Hayflick, en el que las células ya no se dividen debido a la daño del ADN o al acortamiento de los telómeros. La primera línea celular inmortal, y aún la más utilizada, es HeLa, desarrollada a partir de células extraídas del tumor cervical maligno de Henrietta Lacks sin su consentimiento en 1951. Antes del trabajo de Leonard Hayflick de 1961, existía la creencia errónea fomentada por Alexis Carrel de que todas las células somáticas normales son inmortales. Evitando que las células alcancen la senescencia se puede lograr la inmortalidad biológica; se cree que los telómeros, una "tapa" al final del ADN, son la causa del envejecimiento celular. Cada vez que una célula se divide, el telómero se hace un poco más corto; cuando finalmente se desgasta, la célula es incapaz de dividirse y muere. La telomerasa es una enzima que reconstruye los telómeros en las células madre y cancerosas, permitiéndoles replicarse un número infinito de veces. Ningún trabajo definitivo ha demostrado aún que la telomerasa pueda utilizarse en células somáticas humanas para evitar el envejecimiento de los tejidos sanos. Por otro lado, los científicos esperan poder cultivar órganos con la ayuda de células madre, lo que permitiría realizar trasplantes de órganos sin riesgo de rechazo, un paso más en la prolongación de la esperanza de vida humana. Estas tecnologías son objeto de investigaciones en curso, y aún no se han hecho realidad.

#### Especies biológicamente inmortales
La vida definida como biológicamente inmortal sigue siendo susceptible a causas de muerte además del envejecimiento, incluyendo enfermedades y traumatismos, como se definió anteriormente. Especies inmortales notables incluyen:
- Bacterias - Las bacterias se reproducen por fisión binaria. Una bacteria progenitora se divide en dos células hijas idénticas que a su vez se dividen por la mitad. Este proceso se repite, lo que hace que la bacteria sea esencialmente inmortal. Un artículo de PLoS Biology de 2005[13] sugiere que después de cada división las células hijas pueden identificarse como la mayor y la menor, y que la mayor es ligeramente más pequeña, más débil y tiene más probabilidades de morir que la menor.[14]
- Turritopsis dohrnii, una medusa (phylum Cnidaria, clase Hydrozoa, orden Anthoathecata), después de convertirse en un adulto sexualmente maduro, puede transformarse de nuevo en un pólipo utilizando el proceso de conversión celular de transdiferenciación.[15] Turritopsis dohrnii repite este ciclo, lo que significa que puede tener una vida útil indefinida.[15] Su adaptación inmortal le ha permitido extenderse desde su hábitat original en el Caribe a "todo el mundo".[16][17]
- Hydra es un género perteneciente al filo Cnidaria, la clase Hydrozoa y el orden Anthomedusae. Son animales depredadores simples de agua dulce que poseen simetría radial.[18][19]

## Inmortalidad en las religiones
En contextos religiosos, por lo general se afirma que la inmortalidad es una de las promesas de Dios (u otras deidades) para los seres humanos que demuestren bondad o que siguen la ley divina. La forma en que tomaría una vida humana sin fin, o si un alma inmaterial existe y posee inmortalidad, ha sido un punto importante de enfoque de la religión, así como un tema de especulación y debate.
Para los creyentes, en general, la inmortalidad es la continuación de la vida más allá de la muerte. La creencia en una vida eterna individual es característica de ciertas religiones monoteístas abrahámicas (Cristianismo o el Islam). También ciertas corrientes del Judaísmo lo proponen, con menos énfasis que las anteriores.
Religiones orientales como el hinduismo y el budismo profesan la doctrina de la metempsicosis o reencarnación, que postula la posibilidad de perfeccionamiento progresivo a través de vidas sucesivas. La liberación final consiste en detener la rueda de las reencarnaciones, causada por el apego a un ego individual ilusorio.
Igualmente en el taoísmo profesa el logro de la inmortalidad con el Tao (no a la inmortalidad física), sino como inmortalidad espiritual, en la Tierra, lograda a través de las prácticas taoístas.

### En las religiones paleo-judías y paleo-cristianas (XVa.C.-Id.C.)
Para el cristianismo el hombre es una hipóstasis de dos sustancias llamadas cuerpo y alma, concebidas al momentos del nacimiento, y cuando adviene la muerte, en una primera instancia, solo el alma sobrevive. La supervivencia del alma después de la muerte no es el destino del alma, su destino es volverse a unir con el cuerpo y ser nuevamente persona en el momento de la resurrección de los muertos. Se entiende así que lo importante es la vida eterna como Persona. Es decir, la Persona es la unión del alma con el cuerpo.
La salvación del hombre en la vida eterna corresponde a la libre actuación del hombre como Persona durante su vida en la tierra. Si se comporta correctamente, irá al Cielo para gozar con Dios y el resto de los hombres para toda la eternidad. Si es injusto y egoísta en la vida terrena, será condenado a sufrir las consecuencias de sus actos en el Infierno, también para siempre. Tras la resurrección de los muertos, tanto la vida en el cielo como en el infierno será la de una Persona, en la que estarán unidos el alma con el cuerpo en un estado diferente del de la tierra que se llama cuerpo glorioso.

## Inmortalidad en la filosofía
También la filosofía se ha preguntado sobre la inmortalidad del ser humano o de otros seres vivos. Uno de los autores antiguos que más habló sobre el tema fue Platón, que ofreció en sus Diálogos diversos argumentos. Los más famosos se encuentran en el Fedón, en la República y en el Fedro. Por el contrario, Epicuro y su discípulo romano Lucrecio pensaron que el alma era corruptible y mortal.
Pero el esclarecimiento más importante provino del pensamiento escolástico, especialmente Tomás de Aquino, el cual explica que el alma es inmortal y sobrevive a la muerte del cuerpo, pero su destino no es ese, sino volverse a unir con el cuerpo para ser persona.
Algo parecido sostuvo en el siglo XIX el filósofo materialista Ludwig Feuerbach en sus Pensamientos sobre la muerte y la inmortalidad (1830).

## Inmortalidad en la ciencia
En rigor no puede hablarse de inmortalidad en la ciencia, más bien del descubrimiento de distintos mecanismos contra el envejecimiento y estimulando posibles factores que influyen en el alargamiento de la vida.
Aunque por el método científico no se puede lograr obtener material genético indestructible, en ciertas investigaciones realizadas sobre el envejecimiento y muerte celular se ha comprobado que en las células, la longitud de los telómeros (el extremo de los cromosomas) es uno de los factores involucrados en los procesos de envejecimiento y muerte celular. Así pues con ingeniería genética de los telómeros de un ser vivo se podría alargar su vida. Otro factor importante que influye en el envejecimiento y, por tanto, impediría la continuidad de la vida, son los llamados radicales libres, agentes oxidantes que se presentan en la naturaleza, causando el deterioro de las células.
Sin embargo existe la confianza en la comunidad científica de que en algún momento dado, se logre la inmortalidad. 

### Inmortalidad cíclica
Se sabe que la Turritopsis nutricula es el único ser vivo potencialmente capaz de no morir en el sentido literal, ya que puede volver a un estado de inmadurez sexual (regresando a su forma de pólipo) repitiéndose indefinidamente, y así evitar la muerte.
En una pequeña parte se podría decir que este es inmortal, pero por otro lado, según el concepto propio de inmortalidad, éste no es indestructible, pero es un buen ejemplo de lo que es vivir eternamente.